# Le Plessis-aux-Bois
Le Plessis-aux-Bois is een gemeente in het Franse departement Seine-et-Marne (regio Île-de-France) en telt 228 inwoners (2004). De plaats maakt deel uit van het arrondissement Meaux.

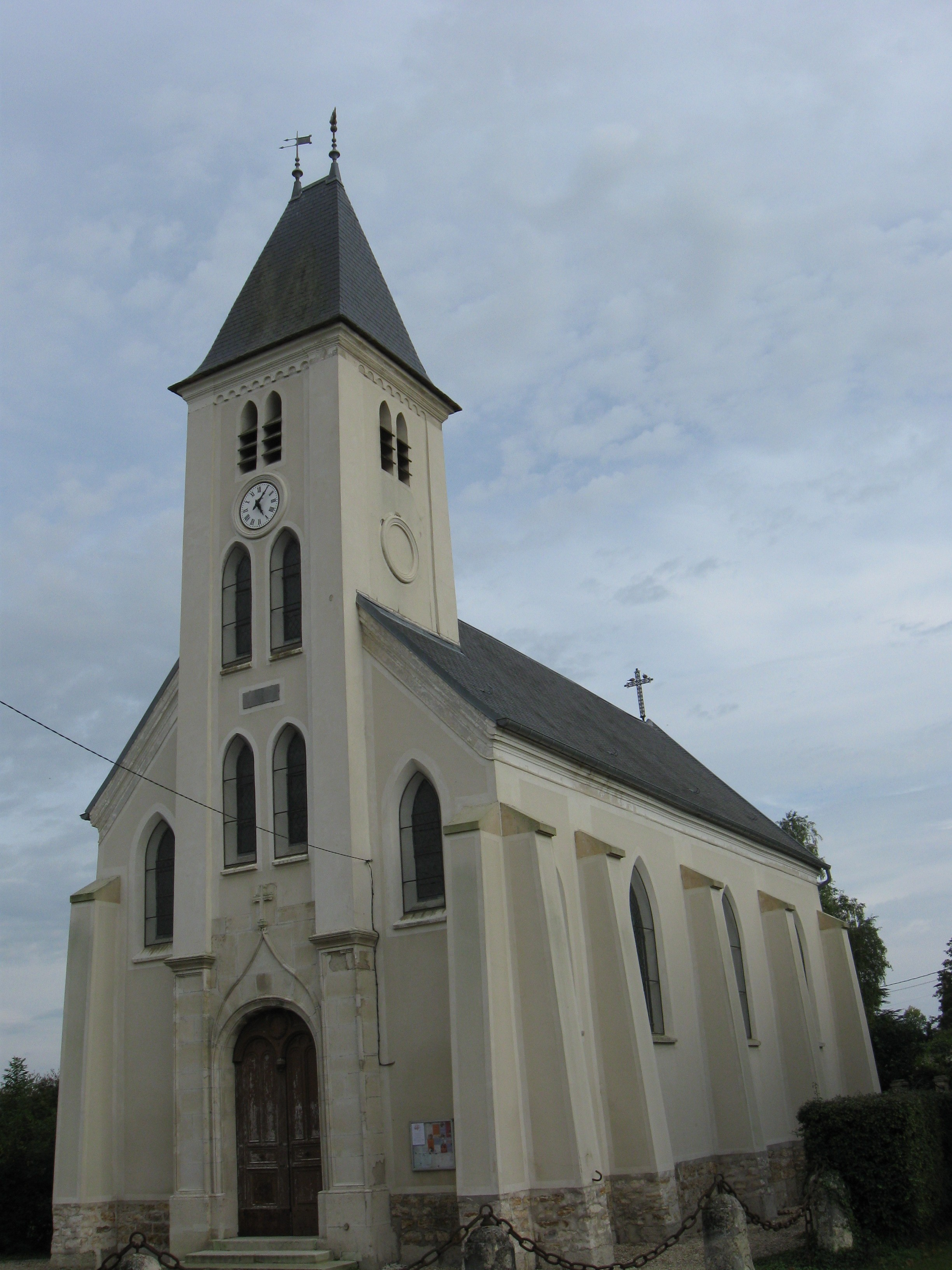
Kerk in Le Plessis-aux-Bois
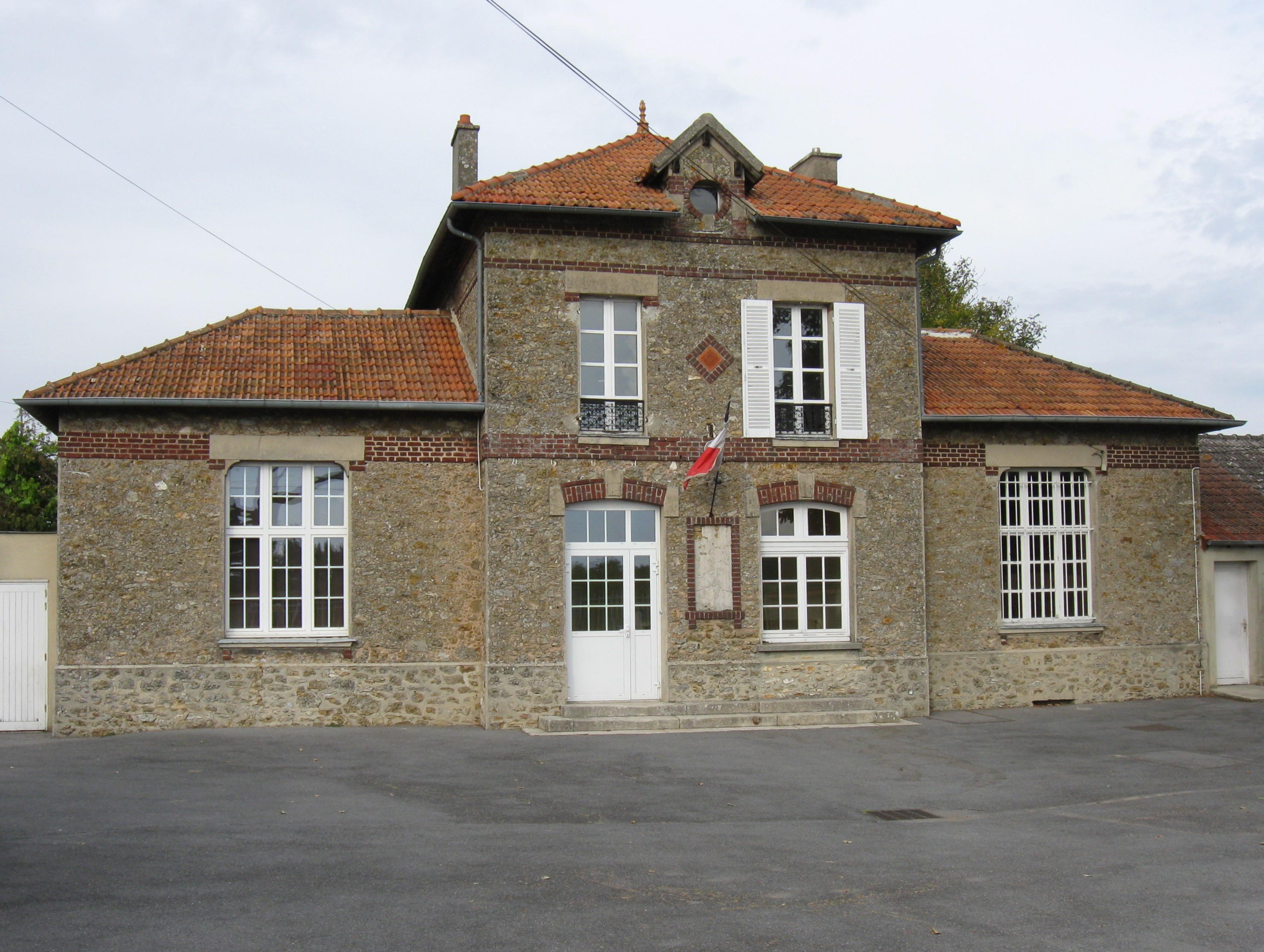
Gemeentehuis

## Geografie
De oppervlakte van Le Plessis-aux-Bois bedraagt 3,4 km², de bevolkingsdichtheid is 67,1 inwoners per km².
De onderstaande kaart toont de ligging van Le Plessis-aux-Bois met de belangrijkste infrastructuur en aangrenzende gemeenten.

## Demografie
Onderstaande figuur toont het verloop van het inwonertal (bron: INSEE-tellingen).